# Bell (California)
La ciudad de Bell está localizada en el condado de Los Ángeles, en los Estados Unidos de América. El censo del año 2000 contó una población de 36.664 habitantes. 
Bell se encuentra al oeste del río de Los Ángeles, y está justo al norte de South Gate. Bell Gardens se encuentra al este de la ciudad. 
En marzo del año 2000, la ciudad de Bell recibió la atención del mundo cuando se anunció que 55 estatuas de los Premios Óscar fueron robadas de una troca en la ciudad. Las fuerzas policiales de Bell y de Los Ángeles, al igual que el FBI, investigaron el caso. Fue el segundo accidente relacionado con los Premios Oscar en ese mes, pues 4.000 votos para los premios fueron perdidos. Coincidentemente, los votos perdidos fueron encontrados en el centro de procesamiento de correo de la ciudad de Bell. El director ejecutivo de los Premios Oscar, Bruce Davis, dijo: «La ciudad parece como un triángulo de Bermudas para todas las cosas relacionadas con los Premios Oscar».

## Educación
El Distrito Escolar Unificado de Los Ángeles (LAUSD) gestiona las escuelas públicas que sirven a la ciudad.
El Distrito Escolar Unificado de Montebello tiene una parte de la ciudad de Bell sin residentes.
La Biblioteca Pública del Condado de Los Ángeles gestiona la Bell Library.